# Josep Grañó Ortega

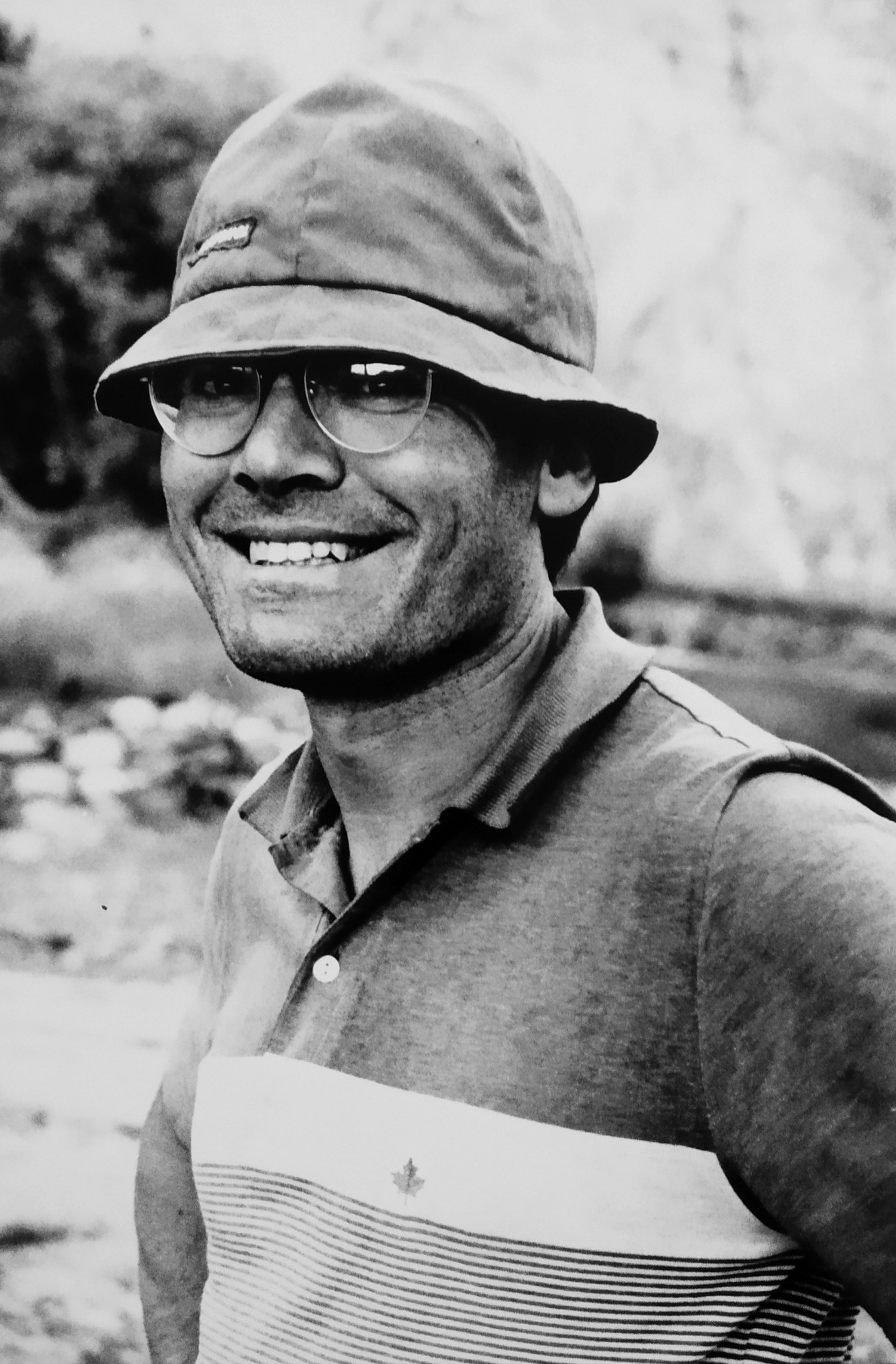
Josep Graño en 1987 durante la expedición Karakórum 87 en el Broad Peak.

Josep Grañó Ortega (San Baudilio de Llobregat, 20 de febrero de 1956-Hidden Peak, Pakistán, 18 de agosto de 1990) fue un alpinista y médico español.

## Biografía
Hijo de Josep Grañó Juncosa y Roser Ortega Amorós, creció en la calle Sant Pere de San Baudilio de Llobregat y cursó primaria en el colegio Joan Bardina. Estudió el bachillerato en el Instituto Joaquim Rubió i Ors y cursó Medicina en la Universidad Autónoma de Sabadell (Barcelona).
Fue uno de los fundadores del Centre Excursionista Sant Boi (CESB), inaugurado en primavera de 1980. Entre los meses de mayo y noviembre de 1981, Pere Coll, Josep Grañó y otros compañeros abrieron la vía Santboiana el Serrat del Moro (Montserrat). El 29 de noviembre se hizo la primera ascensión.
En 1985 se traslada junto a su familia a Olesa de Montserrat.
Durante esa época trabaja en la sección de Urgencias del Hospital del Mar de Barcelona.
El verano de 1987 participó como médico en la expedición Karakórum 87 al Broad Peak.
De esa experiencia escribió Expedición Karakorum: Broad Peak Central: proyecto médico.

## Olesa-Hidden Peak’90
El 18 de agosto de 1990, durante la expedición Olesa-Hidden Peak’90, Josep Grañó y el alpinista Albert Ibáñez perdieron la vida cuando regresaban al campo 3 del Hidden Peak (Himalaya), después de renunciar a hacer cumbre tras haber alcanzado los 7400 metros.

## Homenaje
En el cuello mirador de Les Espases (Olesa de Montserrat) hay un monolito en memoria de José Grañó y Albert Ibáñez, desaparecidos en Himalaya durante la expedición Olesa - Hidden Peak'90. El monumento se inauguró el 12 de mayo de 1991.